# Lê Thành Đô
Lê Thành Đô (sinh năm 1968) là một chính khách Việt Nam. Ông hiện là Phó Bí thư Tỉnh ủy Điện Biên, Chủ tịch Ủy ban nhân dân tỉnh Điện Biên.

## Lý lịch và học vấn
Lê Thành Đô sinh ngày 14 tháng 2 năm 1968, quê quán xã Lê Lợi, huyện Kiến Xương, tỉnh Thái Bình.
Ngày vào Đảng Cộng sản Việt Nam: 18/12/1997. Ngày chính thức: 18/12/1998.
- Giáo dục phổ thông: 10/10;
- Chuyên môn, nghiệp vụ: Cử nhân kinh tế
- Tin học: B
- Lý luận chính trị: Cao cấp
- Quản lý nhà nước: Bồi dưỡng Quản lý nhà nước ngạch chuyên viên cao cấp

## Sự nghiệp
Từ năm 1993 – 2003: Chuyên viên khối Công nghiệp Văn phòng Ủy ban nhân dân tỉnh Lai Châu.
Từ năm 2004 – 8/2004: Phó Chánh Văn phòng Hội đồng nhân dân – Ủy ban nhân dân tỉnh Điện Biên.
Từ 8/2004 – 2005: Quyền Chánh Văn phòng Ủy ban nhân dân tỉnh Điện Biên.
Từ 7/2005 – 2010: Chánh Văn phòng Ủy ban nhân dân tỉnh Điện Biên.
Từ năm 2010 – 2011: Tỉnh ủy viên, Chánh Văn phòng Ủy ban nhân dân tỉnh Điện Biên.
Từ 5/2011 – 2012: Tỉnh ủy viên, Phó Chủ tịch Ủy ban nhân dân tỉnh Điện Biên.
Từ năm 2013 – 2015: Tỉnh ủy viên, Phó Chủ tịch Ủy ban nhân dân tỉnh Điên Biên, Bí thư Huyện ủy huyện Mường Nhé.
Từ 5/2015 – 9/2015: Tỉnh ủy viên, Phó Chủ tịch Ủy ban nhân dân tỉnh Điện Biên.
Ngày 29/6/2016, tại kỳ họp thứ nhất Hội đồng nhân dân tỉnh Điện Biên khóa XIV nhiệm kỳ 2016-2021, Lê Thành Đô được bầu giữ chức vụ Phó Chủ tịch Ủy ban nhân dân tỉnh nhiệm kỳ 2016-2021.
Ngày 15/10/2020, tại Đại hội đại biểu Đảng bộ tỉnh Điện Biên lần thứ XIV, nhiệm kỳ 2020 - 2025, ông được Ban Chấp hành Đảng bộ tỉnh Điện Biên giữ chức Phó Bí thư Tỉnh ủy nhiệm kì 2020 - 2025.
Ngày 10/11/2020, tại kỳ họp thứ 15 HĐND tỉnh Điện Biên khóa XIV, nhiệm kỳ 2016-2021, đã bầu ông giữ chức Chủ tịch UBND tỉnh Điện Biên, nhiệm kỳ 2016-2021.
Ngày 13/11/2020, Thủ tướng Chính phủ Nguyễn Xuân Phúc đã phê chuẩn kết quả bầu chức vụ Chủ tịch UBND tỉnh Điện Biên nhiệm kỳ 2016 - 2021 đối với ông Lê Thành Đô, Phó Bí thư tỉnh ủy Điện Biên.